# Gobio hettitorum
Gobio hettitorum és una espècie de peix cipriniforme de la família dels ciprínids que es troba a Turquia.